# 懐かしのラヴァー・ボーイ
「懐かしのラヴァー・ボーイ」（なつかしのラヴァー・ボーイ、英語: Good Old-Fashioned Lover Boy）は、イギリスのロック・バンド、クイーンの楽曲。作詞・作曲はフレディ・マーキュリー。1976年に発売されたアルバム『華麗なるレース』に収録され、1977年には『Queen's First EP』にも収録された。

## 曲の構成
曲は、マーキュリーのピアノの弾き語りから始まり、コーラス部分に突入すると同時にベースとドラムスが加わってくる。2番に入り、再びコーラス部分へと続き、2回目のコーラス終了後に、一度ギター、ベース、ドラムスがドロップアウトし、ブリッジ部分に入る。このブリッジ部分はマーキュリーとレコーディング・エンジニアのマイク・ストーンのツイン・ボーカルとなっている。
ブライアン・メイによるギターソロに続いて、3番の歌詞が歌われ、コーラス部分の歌い終わりと同時に曲が終了する。

## ライブやメディアでの披露
1977年7月に放送されたBBCの音楽番組『トップ・オブ・ザ・ポップス』で披露されており（一部はマイム演奏）、ストーンのパートはロジャー・テイラーが担当。この時の音源は、2011年に発売された『華麗なるレース』のリマスター盤にボーナス・トラックとして収録されている。
ライブでは1977年のA Day at the Races Tourで初披露され、同年から翌1978年にかけて行われたNews of the World Tourでも演奏された。「キラー・クイーン」とのメドレー形式になっており、2回目のヴァースと最後のコーラス部分が演奏されていた。

## リリース
1976年に発売された5作目のオリジナル・アルバム『華麗なるレース』のB面3曲目に収録された。
1977年5月20日にEMIより、『Queen's First EP』という4曲入りEPの収録曲としてリリースされ、イギリスの全英シングルチャートで最高17位を獲得した。日本ではこれと前後する形で、同年3月25日に発売されたシングル盤『手をとりあって』のB面としてリリースされた。
1981年に発売されたベスト・アルバム『グレイテスト・ヒッツ』に収録され、2020年に日本で発売されたベスト・アルバム『グレイテスト・ヒッツ・イン・ジャパン』の収録曲を決めるファン投票では10位にランクインして収録された。

## 演奏
- フレディ・マーキュリー - リード・ボーカル、バッキング・ボーカル、ピアノ
- ブライアン・メイ - エレクトリック・ギター、バッキング・ボーカル
- ロジャー・テイラー - ドラムス、トライアングル、ウッドブロック、バッキング・ボーカル
- ジョン・ディーコン - エレクトリックベース
- マイク・ストーン - アディショナル・ボーカル

## 収録作品
- オリジナル『華麗なるレース』
- EP盤『Queen's First EP』
- シングル盤「手をとりあって」 - B面に収録。日本のみの発売。
- ベスト『グレイテスト・ヒッツ』
- ベスト『ジュエルズII』 - 日本独自発売。
- ベスト『グレイテスト・ヒッツ・イン・ジャパン』 - 日本独自発売。

## メディアでの使用
2019年にNHK総合テレビジョンで「よるドラ」枠で放送されたテレビドラマ『腐女子、うっかりゲイに告る。』の第1回のサブタイトルに使用された。